# بيير أيم
بيير أيم (بالألمانية: Pierre Aïm) (و. 1959 – م) هو مصور سينمائي من فرنسا. ولد في باريس.

## وصلات خارجية
- بيير أيم على موقع IMDb (الإنجليزية)
- بيير أيم على موقع ألو سيني (الفرنسية)
- بيير أيم على موقع أول موفي (الإنجليزية)
- بيير أيم على موقع قاعدة بيانات الأفلام السويدية (السويدية)
- بيير أيم على موقع قاعدة بيانات الفيلم (الإنجليزية)
- بيير أيم على موقع كينوبويسك (الروسية)